# Maria Anna af Bayern
Maria Anna af Bayern (8. december 1574 – 8. marts 1616, hertuginde af Bayern), datter af hertug William 5. af Bayern.
Maria Anna gifter sig den 23. april 1600 med den Hellige Romerske Kejser, Ferdinand 2., sammen får de syv ærkehertug/-inder;
- Christine (1601-1601)
- Charles (1603-1603)
- John-Charles (1605-1619)
- Ferdinand 3., senere Hellig Romersk Kejser (1608-1657)
- Maria Anna (1610-1665)
- Cecilia Renata, senere dronning af Polen (1611-1662)
- Leopold Wilhelm (1614-1662)